# Wojciech Buszkowski
Wojciech Buszkowski (ur. 17 października 1950) – polski matematyk, specjalista w dziedzinie logiki matematycznej i jej zastosowań, lingwistyki matematycznej, logiki obliczeniowej i podstaw informatyki. 

## Życiorys
Studiował fizykę i matematykę na Uniwersytecie im. Adama Mickiewicza w Poznaniu. Od roku 1973 magister matematyki, od 1982 doktor. Habilitację uzyskał w 1988. W roku 1997 został mianowany profesorem.
Był zaproszonym wykładowcą i prowadził badania naukowe na uniwersytetach w Chicago, Saarbruecken (stypendium Humboldta), Monachium, Amsterdamie i Tarragonie. W latach 1993–1996 pełnił funkcję prezesa Polskiego Towarzystwa Logiki i Filozofii Nauki. 
Jest autorem licznych prac naukowych publikowanych w ogólnoświatowych wydawnictwach. Szczególnie znane są jego wyniki z zakresu logicznej teorii gramatyk kategorialnych. Głównymi zainteresowaniami naukowymi są rachunek Lambeka, logiki podstrukturalne, algebry logiki i ich zastosowania w informatyce.